# Террі Купер
Террі Купер (англ. Terry Cooper; 12 липня 1944, Ноттінглей — 31 липня 2021) — англійський футболіст, захисник. По завершенні ігрової кар'єри — футбольний тренер.
Як гравець насамперед відомий виступами за клуб «Лідс Юнайтед», а також національну збірну Англії.
Володар Кубка англійської ліги. Дворазовий чемпіон Англії. Володар Кубка Англії. Дворазовий володар Кубка ярмарків. Володар Суперкубка Англії з футболу.

## Клубна кар'єра
У дорослому футболі дебютував 1963 року виступами за команду клубу «Лідс Юнайтед», в якій провів одинадцять сезонів, взявши участь у 250 матчах чемпіонату. Більшість часу, проведеного у складі «Лідс Юнайтед», був основним гравцем команди. За цей час виборов титул володаря Кубка англійської ліги, ставав чемпіоном Англії (двічі), володарем Кубка Англії, володарем Кубка ярмарків (двічі), володарем Суперкубка Англії з футболу.
Згодом з 1975 по 1982 рік грав у складі команд клубів «Мідлсбро», «Бристоль Сіті», «Бристоль Роверс» та «Донкастер Роверз».
Завершив професійну ігрову кар'єру у клубі «Бристоль Сіті», у складі якого вже виступав раніше. Прийшов до команди 1982 року, захищав її кольори до припинення виступів на професійному рівні у 1984.

## Виступи за збірну
1969 року дебютував в офіційних матчах у складі національної збірної Англії. Протягом кар'єри у національній команді, яка тривала 6 років, провів у формі головної команди країни 20 матчів.
У складі збірної був учасником чемпіонату світу 1970 року у Мексиці.

## Кар'єра тренера
Розпочав тренерську кар'єру, ще продовжуючи грати на полі, 1980 року, очоливши тренерський штаб клубу «Бристоль Роверс».
В подальшому очолював команди клубів «Бристоль Сіті», «Ексетер Сіті» та «Бірмінгем Сіті».
Наразі останнім місцем тренерської роботи був клуб «Ексетер Сіті», команду якого Террі Купер очолював як головний тренер до 1995 року.

## Титули і досягнення
- Володар Кубка Футбольної ліги (1):

«Лідс Юнайтед»: 1967–68
- Чемпіон Англії (2):

«Лідс Юнайтед»: 1968-69, 1973–74
- Володар Кубка Англії (1):

«Лідс Юнайтед»: 1971–72
- Володар Кубка ярмарків (2):

«Лідс Юнайтед»: 1967–68, 1970–71
- Володар Суперкубка Англії з футболу (1):

«Лідс Юнайтед»: 1969